# 2.º arrondissement de Paris

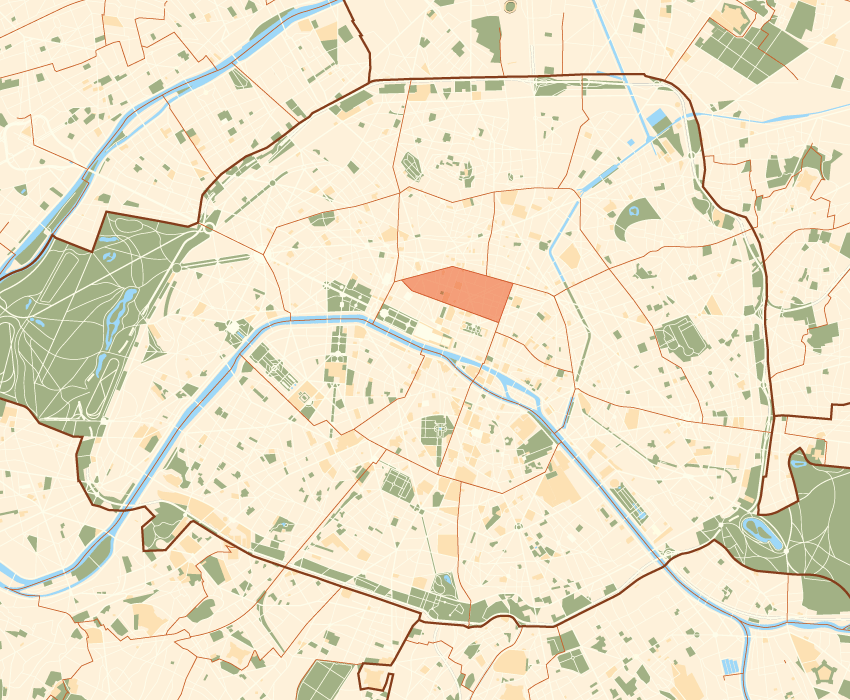
Mapa do 2º arrondissement

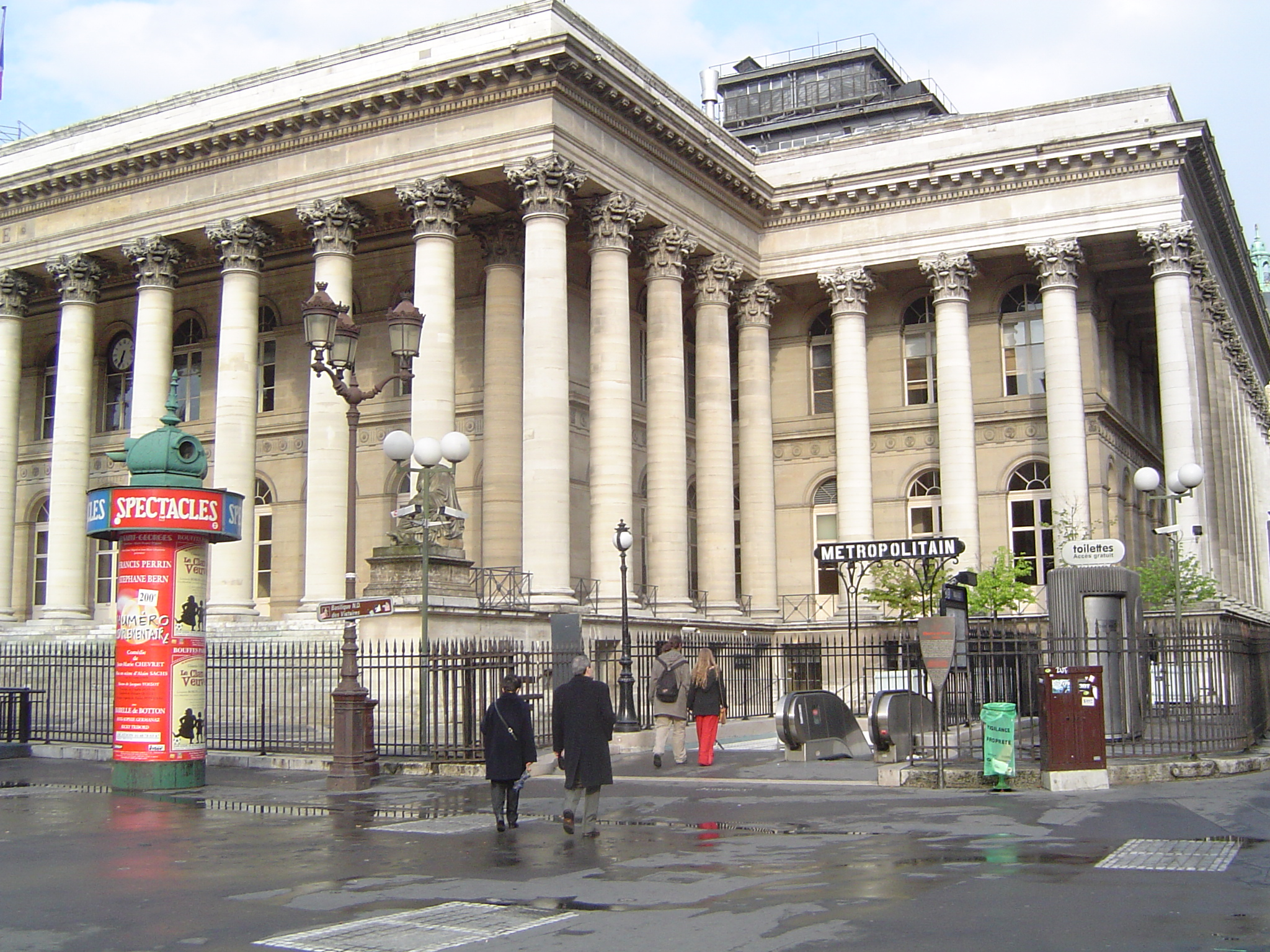
A antiga bolsa

O 2º arrondissement é um dos vinte arrondissements de Paris, na França. Também chamado de Arrondissement de la Bourse (Arrondissement da Bolsa de Valores), é o menor arrondissement da cidade de Paris, com área de 99 ha. Localiza-se na margem direita do Sena e juntos com os vizinhos 8 e 9º arrondissements ocupa uma área de negócios importante na cidade, centrada na Ópera Garnier. Também é o local onde se encontram ainda as mais famosas galerias da cidade construídas no século XIX. As mais importantes são a Galerie Vivienne e a Passage des Panoramas.

## História
O 2º arrondissement é resultado do crescimento da cidade no sentido norte, durante os séculos XV e XVI. As primeiras construções iniciaram porém já no século XIV. O muro da cidade erigido por Carlos V de França neste tempo já atingiam a atual Rue d'Aboukir.  No reinado de Luís XIII de França a cidade cresceu em área, atingindo no século XVI a fronteira norte do arrondissement, onde atualmente estão os grandes Boulevards.
Em 1860 foi fixada a fronteira do 2º arrondissement.

## Localização geográfica
O 2º arrondissement localiza-se ao norte do 1º arrondissement. É cercado a leste pelo 3º arrondissement e ao norte pelos 9º e 10º arrondissement.

## Bairros
O 2º arrondissement possui quatro bairros:
- Quartier Gaillon
- Quartier Vivienne
- Quartier du Mail
- Quartier de Bonne-Nouvelle

Na contagem oficial dos bairros parisienses, trata-se aqui dos quartiers de 5 a 8.

## Dados demográficos

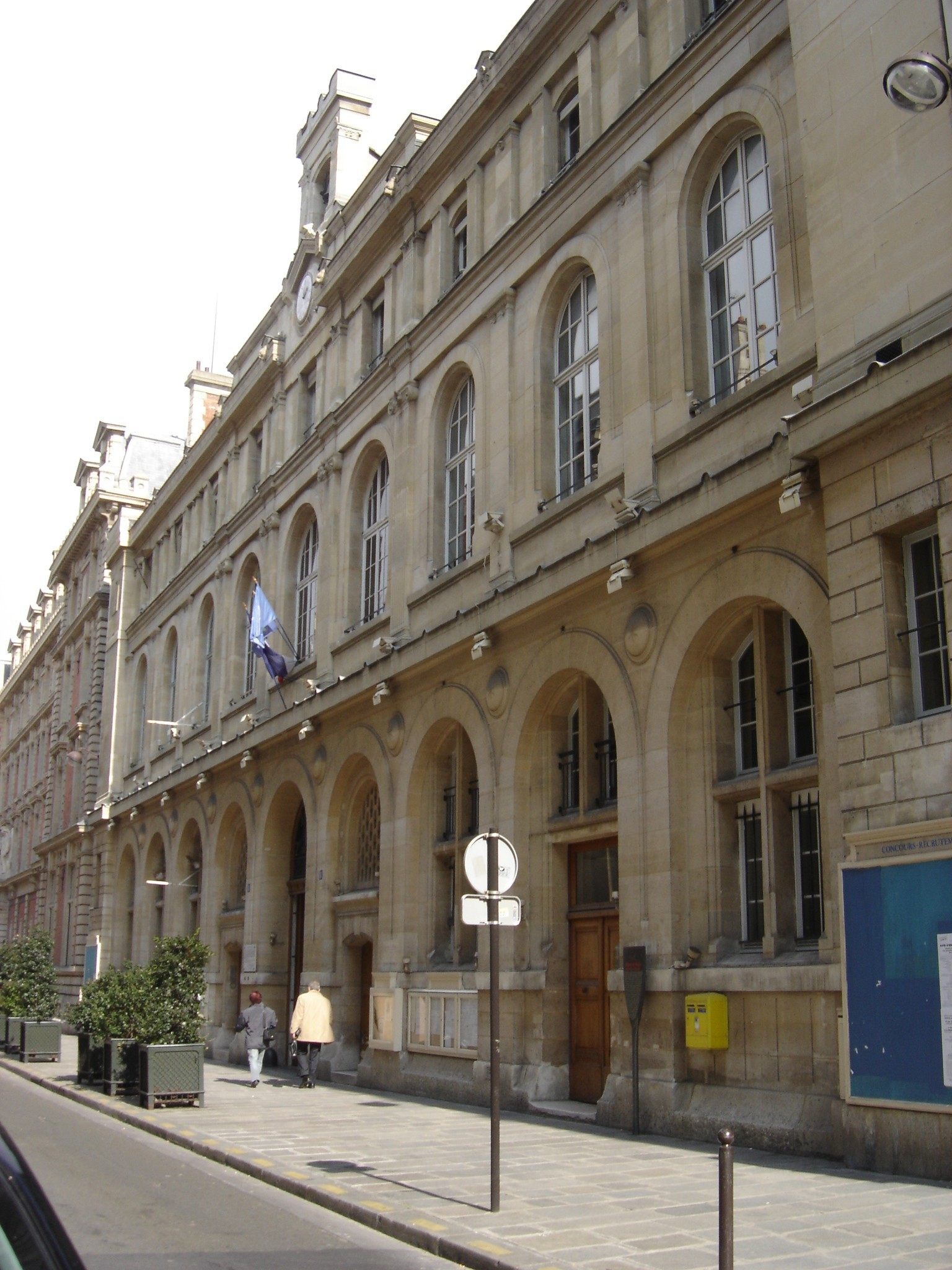
Prefeitura do 2º arrondissement

De acordo com o censo de 1999, foram registrados no 2º arrondissement 19.585 moradores. Isto corresponde a a uma densidade populacional de 19.783 habitantes por km². Moram aqui portanto 0,9 % da população parisiense.
O número de habitantes caiu 5,3 % desde 1990.

## Política e administração

### Prefeitura
A prefeitura do 2º arrondissement localiza-se na Rue de la Banque 8, 75002 Paris, telefone: 01 / 53 29 75 02

### Prefeito
É prefeito desde 2 de abril de 2001 Jaques Boutault, membro do partido verde francês Europe Ecologie - Les Verts.

## Pontos turísticos
- Biblioteca Nacional da França (antigo prédio)
- Café de la Paix
- Galerie Colbert
- Galerie Vivienne
- Igreja Notre Dame des Victoires
- Opéra-Comique
- Palais Brongniart com um exposição sobre Bolsa de Valores, onde atualmente está instalada a NYSE Euronext, e antiga localização da Bolsa de Paris
- Paris Bourse (Bolsa de Valores)
- Passage des Panoramas

## Trânsito e infraestrutura

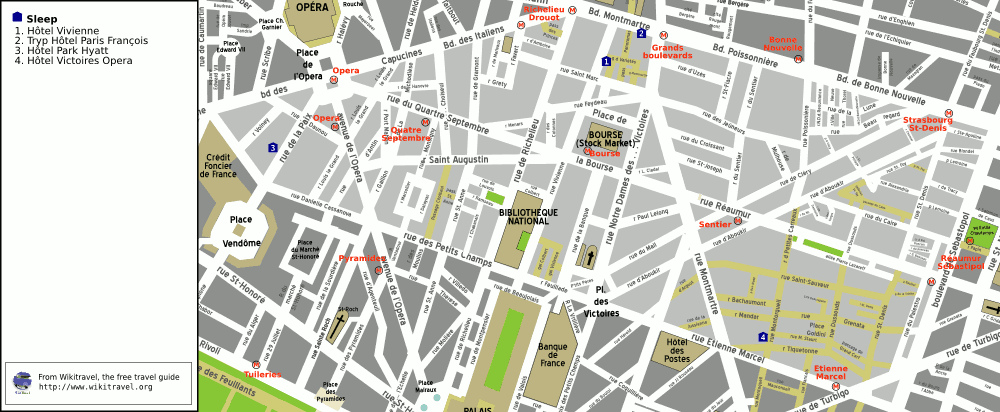
Mapa do 2º arrondissement

### Ruas principais
- Avenue de l'Opéra
- Boulevard de Bonne Nouvelle
- Boulevard des Capucines
- Boulevard de Sebastopol
- Boulevard des Italiens
- Boulevard Montmartre
- Boulevard Poissonieres
- Boulevard Saint Denis
- Rue de la Paix
- Rue du Quatre Septembre
- Rue Réaumur

### Praças principais
- Place de l'Opéra
- Place des Victoires

### Linhas do metrô
Cruzando e ao longo do 2º arrondissement dirigem-se as linhas do metrô 3, 4, 8 e 9. Quatro grandes estações do metrô servem o 2º arrondissement, que estão interconectadas: Opéra, Richelieu-Drouot, Strasbourg St-Denis e Reaumur Sébastopol.

## Diversos
A central da agência de notícias Agence France-Presse localiza-se na Place de la bourse.